# Folmar I di Bliesgau
Folmar I di Bliesgau (910 – 995/996) è stato un nobile tedesco.

## Biografia
Folmar I di Luneville (tedesco: Folmar I (III) von Metz) fu conte di Metz (982 – 995), conte di Bliesgau (982) e Saargau, primo conte di Luneville, signore di Luneville, Blieskastel, Saarburg.
Era il figlio del conte Vollmar von Worms e Metz (* n. 933; † m. 958). È nipote di Folmar, avvocato di Worms († s. 930) e di sua moglie Rihilda.
Folmar I e sua moglie Berta donarono al monastero di Metlach la tenuta reale "Rodena" nel Saarland.
I suoi eredi si chiamano "Conti von Blieskastel".

## Discendenza
Folmar I sposò Berta di Treviri († 996), sorella del vescovo Berengario di Treviri († 996). Ebbero tre figli:
- Folmar II († ca. 1026), conte di Metz, Bliesgau, signore di Amantz, Luneville, fondatore della chiesa di Saint Remy (ora chiesa di San Giacomo) a Luneville, sposato con Gerberga di Verdun († 1051?), probabile figlia di Goffredo I di Verdun
- Stefano di Luneville († 12 marzo 995), vescovo di Toul nel 994
- Richilde di Bliesgau († n. 995/1026), sposata nel 985 ca. con Teodorico I di Lotaringia, conte di Bar e duca d'Alta Lorena (* c. 965; † 11 aprile 1026/2 gennaio 1027), figlio del duca Federico I († 978) e Beatrice di Francia (939–987).